# Мій сину, мій сину, що ти наробив
Мій сину, мій сину, що ти наробив (англ. My Son, My Son, What Have Ye Done) — трилер 2009 року.

## Сюжет
Історія про актора, який зійшов з розуму і переплутав сцену з життям. Він убив свою матір, повторивши грецьку трагедію в передмісті Сан-Дієго, і тепер детектив намагається зрозуміти, що ж призвело актора до безумства. Інше важливе питання — як виманити його з будинку, де він сидить із заручниками і кричить щось незрозуміле про бога і піцу.

## У ролях
- Майкл Шеннон — Бред Макаллем
- Віллем Дефо — детектив Хенк Хевенхарст
- Хлоя Севіньї — Інгрід Гудмундсон
- Удо Кір — Лі Майєрс
- Майкл Пенья — детектив Варгас
- Грейс Забріскі — місіс Макаллем
- Бред Дуріф — дядя Тед
- Ірма Холл — місіс Робертс
- Лоретта Дівайн — міс Робертс
- Гебріел Піментел — маленький чоловік
- Браден Лінч — Гері
- Джеймс С. Бернс — Браун
- Ноель Артур — морський піхотинець
- Джуліус Морк — Філ
- Фред Паренс — очевидець
- Джессі Родрігес — офіцер
- Дейв Батиста — офіцер
- Дженн Лью — реєстратор